# Pro Mujer
Pro Mujer (PMI; с исп.  «для женщин») — международная группа некоммерческих организаций, созданная для поддержки и развития женщин и борьбы с бедностью в Латинской Америке.
Pro Mujer является одним из лидеров регионального рынка микрокредитования в качестве стержневого продукта деятельности.

## Организация
Головная компания Pro Mujer, Inc. была основана в 1990 году американским школьным учителем Линн Рэндольф Паттерсон (исп. Lynne Randolph Patterson) и профессором биологии из Боливии Кармен Веласко (исп. Carmen Velasco), которые входят в Совет директоров организации.
Встретившиеся в 1989 году женщины поначалу организовывали клуб матерей, однако потом решили, что лучший способ помочь детям — это помочь их матерям.
Не имевшие предпринимательского опыта соучредители получили первый грант от Агентства США по международному развитию.
Руководит Pro Mujer, Inc. (CEO) Росарио Перес (исп. Rosario Pérez).
Кармен Веласко руководила флагманским подразделением в Боливии с момента создания до 2007 года.
Штаб-квартира головной организации Pro Mujer, Inc. находится в Нью-Йорке (США).
Дополнительные офисы открыты в Боливии (1990), Никарагуа (1996), Перу (2000), Мексике (2002) и Аргентине (2005).

## Деятельность
Pro Mujer предлагает комплексные продукты в области финансовых услуг, поддержки здравоохранения и бизнес-обучения бедных женщин предпринимательству.
Pro Mujer выдаёт микрокредиты (50-300 долларов США) в основном на пополнение оборотного капитала, краткосрочные проекты, образование, здравоохранение, улучшение жилищных условий, специализированные кредиты для молодёжи и сельских жителей, а также крупные займы для предпринимателей.
Клиентами организации являются женщины, занятые в пищевой промышленности, уличной торговле, предоставляющие швейные и другие услуги.
Кроме микрокредитов Pro Mujer работает также в области микрострахования и открывает специализированные сберегательные счета.
Организация также ведёт пропаганду и обучает предпринимательству путём проведения семинаров и тренингов.
Pro Mujer ведёт просветительскую деятельность в области гигиены, здорового питания, до и послеродового ухода, планирования семьи и в других темах репродуктивного здоровья.
В развитие этого направления организована сеть мобильных клиник.
Финансовые услуги Pro Mujer предоставляются через коммунальные банки или группы, которые гарантируют кредиты друг друга.
Инвесторами и грантодателями компании выступили Фонд Билла и Мелинды Гейтс, Сеть Омидьяра и другие организации.

## Показатели деятельности
На март 2005 году у Pro Mujer было более 100 тыс. клиентов; кредитный портфель составлял 6,5 млн долларов США.
К 2011 году Pro Mujer выдала микрокредиты 210 тыс. женщин на сумму около 689 млн долларов США.
К 2013 году Pro Mujer выделила около 1 млрд долларов США в качестве микрокредитов для более чем 270 тыс. женщин; предоставила бизнес и медицинское обучение и оказала услуги здравоохранения примерно 1,6 млн женщин, около 6 млн детей и других членов семьи.
В Pro Mujer утверждают, что хотя кредиты выдаются без обеспечения, возвратность составляет около 99 %.

## Оценки
Бизнес-модель Pro Mujer, предполагающая комплексный подход к развитию и предоставлению услуг, оценивается как более устойчивая, чем построенная исключительно на микрофинансировании, а тем более пожертвованиях.
В декабре 2014 года Pro Mujer получила Fundacion Vidanta Prize.